# Norrbyn, Bollnäs kommun
Norrbyn är en småort i Bollnäs kommun i Gävleborgs län belägen i Hanebo distrikt ca 2,5 kilometer norr om Kilafors, längs riksväg 83.

## Beskrivning
Här sammanstrålar riksväg 83 med länsvägen mot Söderhamn samt vägen mot byarna Norrfly, Sörfly och Kvarnböle. Vägen mot Norrfly var under många år allmän väg fram till järnvägens hållplats.

## Historik
Fram till mitten av 1900-talet var Norrbyn ett livaktigt centrum med två skolor, två matvarubutiker, en handelsträdgård, bageri, en smidesverkstad, cykel och mekanisk verkstad samt ett vandrarhem. Här låg Hanebo församlings (sockens) pastorsexpedition med kyrkoherdebostad fram till åren efter millennieskiftet då församlingen flyttade sin verksamhet till centrala Kilafors. I byn Norrfly cirka en kilometer nordväst om vägkorsningen vid Norrbyn låg Hanebo kommuns ålderdomshem.
Under tidigt 1960-tal anlades en Koppartrans bensinmack med däckverkstad vid korsningen med vägen mot Söderhamn, den blev under senare år mer inriktad på bilreparationer. Samt några år var den traktorverkstad, all denna verksamhet är nu nedlagd och i fastigheten finns nu ett byggföretag.